# Renflouez le Titanic ! (roman)
Renflouez le Titanic ! (titre original : Raise the Titanic!) est un roman policier américain de Clive Cussler paru en 1976.

## Résumé
L'épave du Titanic renferme un stock de métal rare, le byzanium, dont le gouvernement américain a besoin pour construire un nouveau système antimissile. Dirk Pitt et les équipes de la NUMA — agence nationale de recherches océanographiques — sont engagés pour plonger au plus profond de l'océan Atlantique et renflouer le navire le plus tristement célèbre de l'histoire. 

## Personnages
- Dirk Pitt

## Adaptation cinématographique
- 1980 : La Guerre des abîmes, film américain réalisé par Jerry Jameson, avec Richard Jordan dans le rôle de Dirk Pitt.